# Drganja sela
Drganja sela so naselje v Občini Straža. 
V naselju stoji podružnična cerkev Marije Tolažnice žalostnih v Drganjih selih (lokacija: 45°44′51.64″N 15°5′28.48″E / 45.7476778°N 15.0912444°E)
Prenovljena 2009, iz prve polovice 18. stoletja. 

## Galerija
- Cerkev sv. Marije Tolažnice.
- Cerkev sv. Marije Tolažnice.